# Kabinett De Geer I

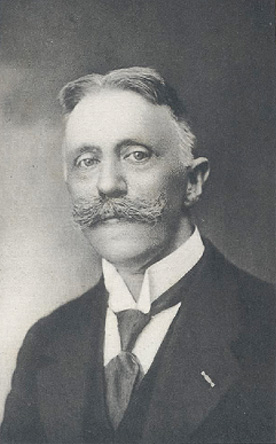
Ministerpräsident Dirk Jan de Geer.

Das Kabinett De Geer I wurde in den Niederlanden am 8. März 1926 von Ministerpräsident Dirk Jan de Geer gebildet und löste das Kabinett Colijn I ab. Dieses Kabinett kann als außerparlamentarische Übergangsregierung charakterisiert werden. Sie entstand nach dem raschen Sturz des Kabinetts Colijn I. Es gab keine direkte Verbindung zu den Parteien und ihr gehörten sowohl Linke als auch Rechte an. Mit Ausnahme von Ministerpräsident De Geer von der Christelijk-Historische Unie (CHU) kamen die Minister hauptsächlich aus der Verwaltung und dem öffentlichen Dienst. Aufgrund seiner wackligen Basis konnte sich das Kabinett nicht mit politisch heiklen Themen befassen, aber es gelang ihm dennoch, einige wichtige Gesetze zu erarbeiten, wie zum Beispiel ein Gesetz über die kommunalen Finanzen, das Finanzbeziehungsgesetz (Financiële-Verhoudingswet). Auch dank des günstigen Wirtschaftsklimas hatte die Regierung kaum Probleme. Es gab sogar Spielraum für einige Steuersenkungen.
Ab dem 1. Juli 1929, zwei Tage vor den Wahlen am 3. Juli 1929, fungierte das Kabinett geschäftsführend. Aus den Wahlen am 3. Juli 1929 gingen die katholische Roomsch-Katholieke Staatspartij (RKSP) (Nachfolgerin des Algemeene Bond van RK-kiesverenigingen (ABRK)) mit 30 der 100 Sitze in der Zweiten Kammer der Generalstaaten, die sozialdemokratischer Sociaal Democratische Arbeiders Partij (SDAP) mit 24 Mandaten, die Anti-Revolutionaire Partij (ARP) mit zwölf Sitzen und CHU mit elf Mandaten hervor. Das Kabinett Ruijs de Beerenbrouck III übernahm am 10. August 1929 die Regierungsgeschäfte.

## Bildung des Kabinetts und die sogenannte „Geheime formatie“

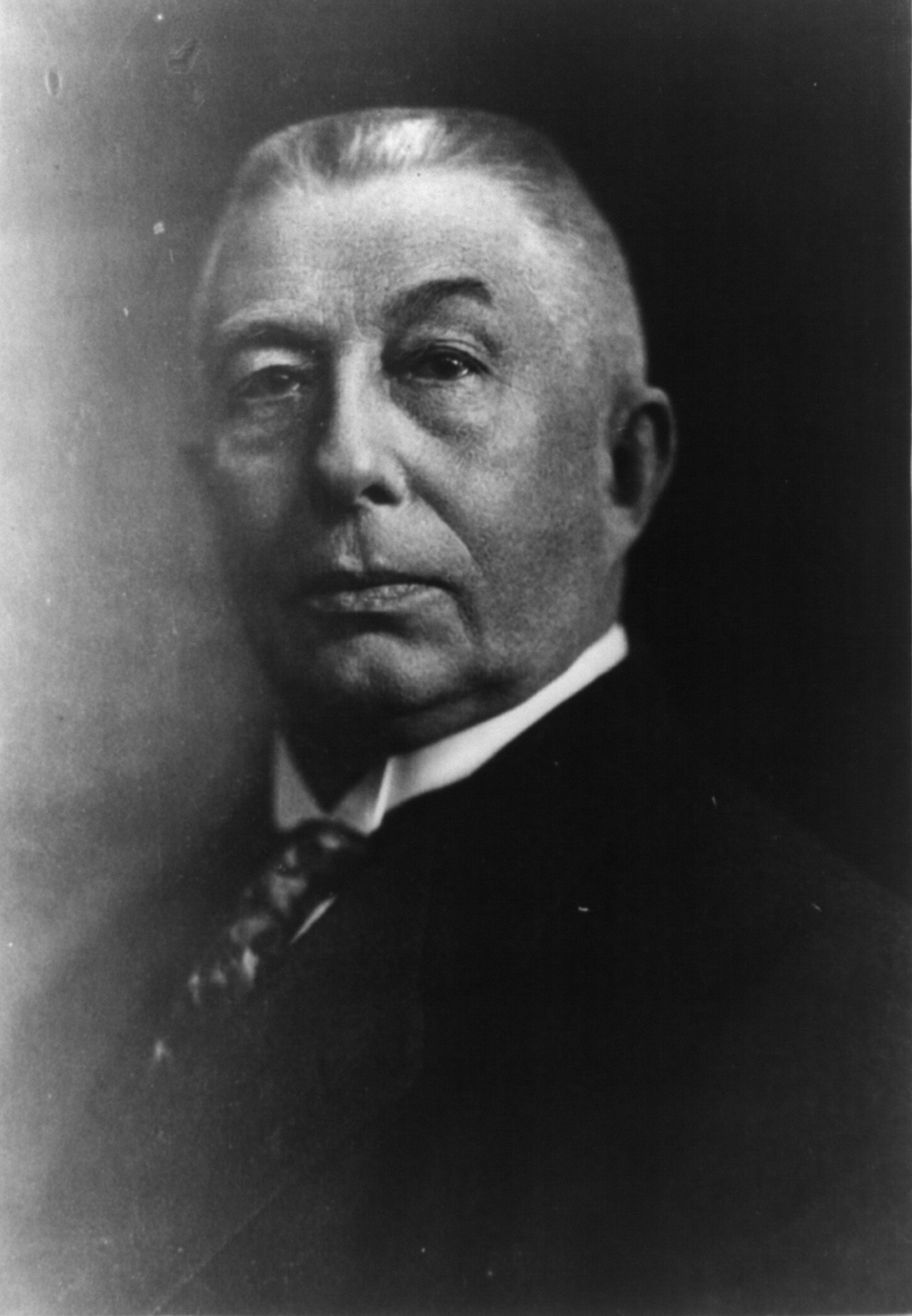
Hendrikus Colijn, der Vorgänger von Dirk Jan de Geer als Ministerpräsident.

Nach Ausbruch der Vatikankrise erhielt der Vorsitzende des Vrijzinnig Democratische Bond (VDB) Henri Marchant als erster als „Formateur“ den Auftrag zur Regierungsbildung. Seine Fraktion hatte zuvor nur für den Antrag von Gerrit Hendrik Kersten gestimmt, um die Vorgängerregierung von Hendrikus Colijn zu stürzen. Marchant wollte ein Kabinett aus RKSP, SDAP und VDB bilden. Der Parteiführer der Katholiken Willem Hubert Nolens bekräftigte jedoch die bisherige Position, dass die Katholiken nur im Extremfall gemeinsam mit den Sozialdemokraten regieren wollten, weil die gesellschaftlichen Vorstellungen der beiden Parteien zu sehr auseinandergingen. Marchant musste seinen Versuch nach nur acht Tagen abbrechen.
Anschließend wurde der Auftrag dem Vorsitzenden der Christelijk-Historische Unie CHU, dem ehemaligen Minister Johannes Theodoor de Visser, übertragen. Er prüfte, ob bei der Gesandtschaft beim Heiligen Stuhl ein Kompromiss gefunden werden könne, indem beispielsweise der Gesandte in Bern oder Wien auch den Posten des Gesandten beim Heiligen Stuhl übernehmen würde. Seine eigene Partei weigerte sich jedoch zu kooperieren, wodurch er somit nicht einmal ein Kabinett bilden könnte, das keine direkte Verbindung zu den rechten Parteien hätte.

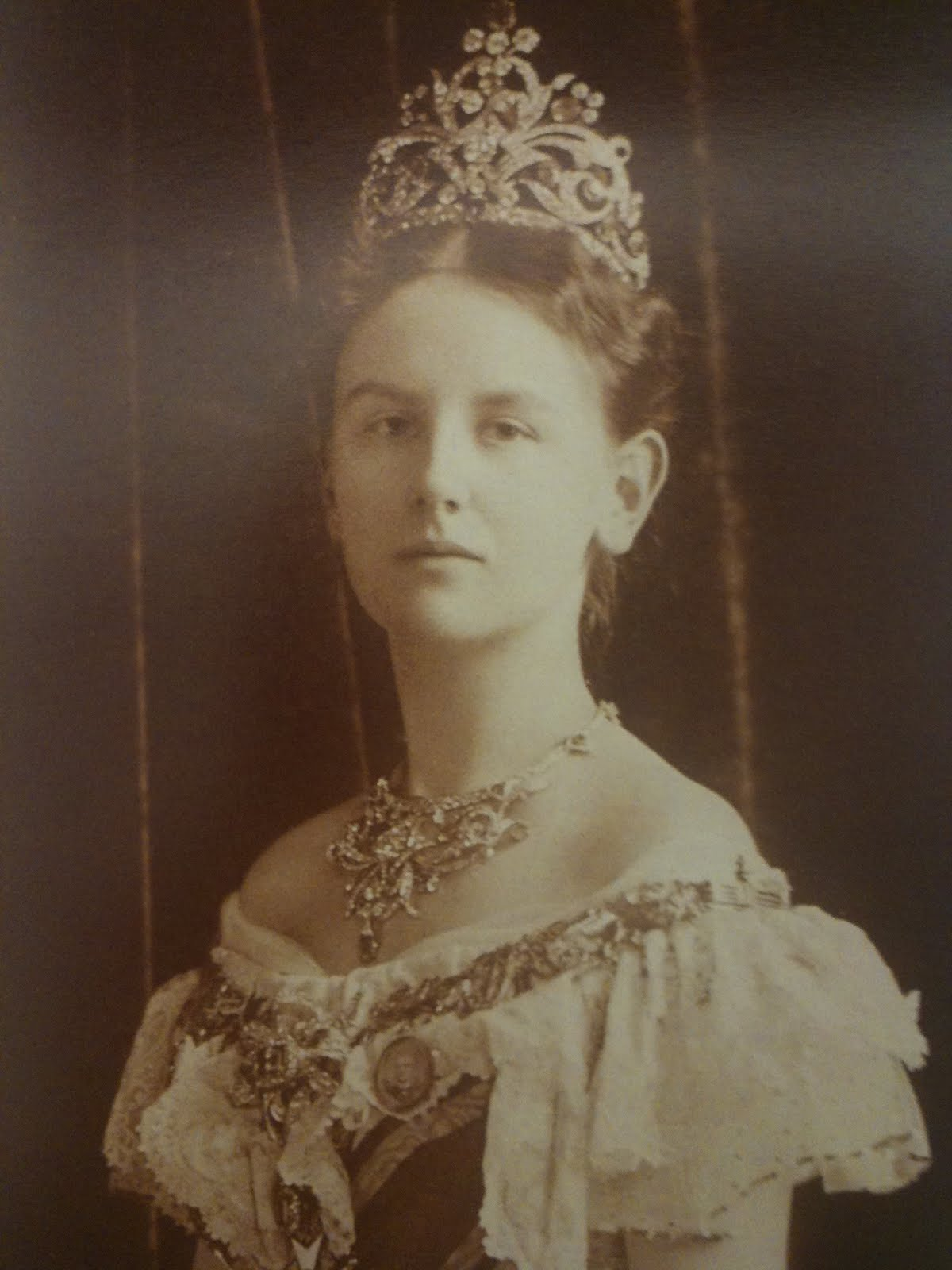
Königin Wilhelmina beauftragte De Geer mit einer sogenannten „Geheime formatie“, der Bildung einer Regierung ohne dies öffentlich zu machen.

In der Folge wurde versucht, ein Wirtschaftskabinett aus politikferneren Personen zu bilden. Ein ehemaliger Abgeordneter des VDB, Joseph Limburg, wurde damit beauftragt. Er tat dies gegen den Willen seiner eigenen Partei. Am 26. Februar 1926 gelang es ihm tatsächlich, ein Team von Ministern zusammenzustellen, doch sein Versuch scheiterte im allerletzten Moment an der Gesandtschaftsfrage. Die CHU-Kandidaten wollten die Aufrechterhaltung der Gesandtschaft nicht zum Kabinettsthema machen.
Der Spitzenbeamte Jan Kan und der liberale Bürgermeister von Den Haag, Jacob Adriaan Nicolaas Patijn, wurden dann eingeladen, es zu versuchen, aber sie lehnten ab. Ohne dies öffentlich zu machen, bat Königin Wilhelmina den bisherigen Innen- und Landwirtschaftsminister Dirk Jan de Geer, die Formation am 1. März 1926 aufzunehmen, die sogenannte „Geheime formatie“.
Er baute auf Versuch von Joseph Limburg auf und hatte nach wenigen Tagen Erfolg. Trotz Einwänden von Nolens wurde ein katholischer Pfarrer ernannt, der bisherige Bürgermeister von Heerlen Marius Alphonse Marie Waszink wurde Minister für Unterricht, Kunst und Wissenschaften.
Das Kabinett wurde nicht sehr begeistert aufgenommen. Nicht von den Katholiken, denn die Gesandtschaft beim Heiligen Stuhl, über die das vorherige Kabinett gestürzt war, wurde nicht zu einer Kapitalfrage gemacht. Das Kabinett würde sich an einen Beschluss des Zweiten Kammer der Generalstaaten halten. Die Antirevolutionäre Partei war empört darüber, dass De Geer Ministerpräsident Colijn gestürzt hatte. Darüber hinaus hatte De Geer als geschäftsführender Minister seinen eigenen Ministerpräsidenten nicht darüber informiert, dass er ein Kabinett bilden würde, und die ARP stimmte deshalb sehr gegen ihn.

## Politik und Gesetzgebung
Während der Amtszeit des ersten Kabinetts De Geer wurde 1926 die Kfz-Steuer, die heutige Motorrijtuigenbelasting (MRB), eingeführt. Außerdem wurde 1928 das staatliche Post- und Telegraphenamt in ein staatliches Unternehmen PTT (Posterij, Telephonie en Telegraaf) umgewandelt.
Die wichtigsten Gesetze des Kabinetts waren:

### Rechenschaftsgesetz von 1927(Comptabiliteitswet 1927)
Dieses Gesetz etablierte das bereits bestehende repressive System: Ausgaben werden kontrolliert, nachdem sie getätigt wurden. Streitpunkte zwischen dem Rechnungshof (Algemene Rekenkamer) und der Regierung über eine Ausgabe wurden den Generalstaaten vorgelegt. Die vom Rechnungshof gebilligten Regierungsabschlüsse mussten auch den Generalstaaten vorgelegt werden. Die Zahl der Mitglieder des Rechnungshofs wurde von sieben auf fünf reduziert. Fortan durfte der Rechnungshof bei der Besetzung freier Stellen selbst Empfehlungen aussprechen.

### Regelung des Rundfunkprogramms (Regeling radio-omroep, 1928)
Eine Novelle des Telefon- und Telegraphengesetzes von 1904 führte zur ersten gesetzlichen Regelung des Rundfunks. Ein Rundfunkrat wurde gegründet. Hinsichtlich der Verteilung der Sendezeit konnten per Ratsbeschluss Maßnahmen ergriffen werden.

### Ärztedisziplinargesetz (Medische Tuchtwet, 1928)
Dieses Gesetz enthält Vorschriften über Disziplinarmaßnahmen gegen Ärzte, Zahnärzte und Geburtshelfer, die den Status von Ärzten durch falsches Handeln untergraben. Disziplinarmaßnahmen waren: Verwarnung, Verweis, Geldstrafe, Suspendierung oder Verweigerung der Fortsetzung der ärztlichen Tätigkeit. Die Disziplinargerichtsbarkeit wurde in die Hände von Disziplinargerichten gelegt, die aus Ärzten und einem Rechtswissenschaftler bestehen. Rechtsmittel wurden bei einer zentralen Kammer oder im Falle einer strengen Sanktion bei einem Berufungsgericht möglich.

### Finanzbeziehungsgesetz(Financiële-Verhoudingswet, 1929)
Dieses Gesetz richtete unter anderem den Gemeindefonds ein. Die Gemeindeeinkommensteuer wurde durch eine Gemeindefondssteuer ersetzt, aus der der Gemeindefonds gespeist wurde. Außerdem wurden Zuschläge auf die Vermögenssteuer erhoben. Die Mittel aus dem Gemeindefonds wurden auf der Grundlage der alle fünf Jahre neu zu bestimmenden Ausgaben für Bildung, Polizei und Armenpflege und des durchschnittlichen Einkommens pro Einwohner einer Gemeinde verteilt.

## Mitglieder des Kabinetts und Regierungsumbildungen

### Mitglieder des Kabinetts
Dem Kabinett gehörten folgende Personen an:
| Amt                                               | Amtsinhaber                                                                          | Partei                     | Beginn der Amtszeit         | Ende der Amtszeit                |
| ------------------------------------------------- | ------------------------------------------------------------------------------------ | -------------------------- | --------------------------- | -------------------------------- |
| Ministerpräsident                                 | Dirk Jan de Geer                                                                     | CHU                        | 8. März 1926                | 10. August 1929                  |
| Außenminister                                     | Herman Adriaan van Karnebeek Frans Beelaerts van Blokland                            | Liberaler Parteiloser CHU  | 8. März 1926 1. April 1927  | 1. April 1927 10. August 1929    |
| Justizminister                                    | Jan Donner                                                                           | ARP                        | 8. März 1926                | 10. August 1929                  |
| Innen- und Landwirtschaftsminister                | Jan Kan                                                                              | Liberaler Parteiloser      | 8. März 1926                | 10. August 1929                  |
| Minister für Unterricht, Kunst und Wissenschaften | Marius Alphonse Marie Waszink                                                        | RKSP                       | 8. März 1926                | 10. August 1929                  |
| Finanzminister                                    | Dirk Jan de Geer                                                                     | CHU                        | 8. März 1926                | 10. August 1929                  |
| Kriegsminister                                    | Louis van Roijen Johan Marie Jacques Hubert Lambooij                                 | Liberaler Parteiloser RKSP | 8. März 1926 24. April 1926 | 24. April 1926 1. September 1928 |
| Marineminister                                    | Louis van Roijen (kommissarisch) Johan Marie Jacques Hubert Lambooij (kommissarisch) | Liberaler Parteiloser RKSP | 8. März 1926 24. April 1926 | 24. April 1926 1. September 1928 |
| Verteidigungsminister                             | Johan Marie Jacques Hubert Lambooij                                                  | RKSP                       | 1. September 1928           | 10. August 1929                  |
| Minister für Wasserwirtschaft                     | Hendrik van der Vegte                                                                | ARP                        | 8. März 1926                | 10. August 1929                  |
| Minister für Arbeit, Handel und Industrie         | Jan Rudolph Slotemaker de Bruine                                                     | CHU                        | 8. März 1926                | 10. August 1929                  |
| Kolonialminister                                  | Jacob Christiaan Koningsberger                                                       | Parteiloser                | 8. März 1926                | 10. August 1929                  |

### Regierungsumbildungen

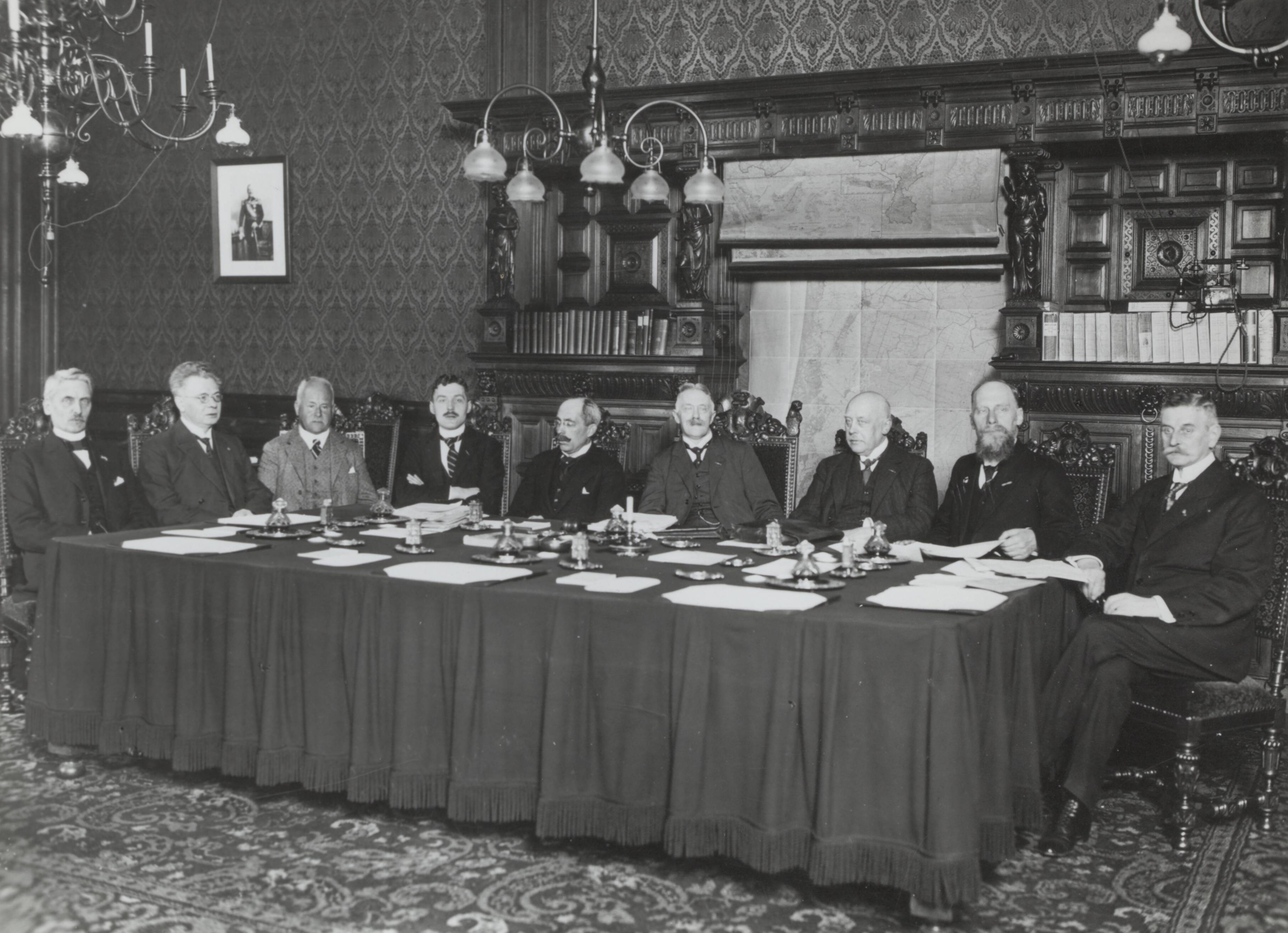
Das erste Kabinett De Geer (12. März 1926)

Nach nur einem Monat trat Kriegs- und Marineminister Van Roijen zurück, weil er mit der Zusammenlegung der beiden Militärabteilungen zu einem neuen Verteidigungsministerium nicht einverstanden war. Ihm folgte der Katholik J. M. J. H. Lambooy, der auch im vorherigen Kabinett Minister war. Die Aufnahme eines zweiten Katholiken überraschte die ARP, die de Geer verdächtigten, sein Kabinett in ein rechtsgerichtetes (also konfessionelles) Koalitionskabinett umwandeln zu wollen.
Das Kabinett „verlor“ auch seinen Außenminister Van Karnebeek. Er trat im April 1927 zurück, nachdem die Erste Kammer der Generalstaaten den von ihm verteidigten Gesetzentwurf zur Zustimmung zum Vertrag mit Belgien abgelehnt hatte. Dieser Vertrag wurde 1925 geschlossen und regelte unter anderem, dass ein Kanal von Antwerpen zum Rhein gebaut werden sollte. Es wurden heftige Kampagnen gegen den Vertrag geführt, in denen Anton Mussert eine führende Rolle spielte. Fast alle Fraktionen waren gespalten, obwohl alle Delegierten aus Rotterdam dagegen waren. Der parteilose Van Karnebeek wurde von dem Diplomaten und CHU-Mitglied, Beelaerts van Blokland, abgelöst.